# Amphispiza quinquestriata
Amphispiza quinquestriata е вид птица от семейство Овесаркови (Emberizidae).

## Разпространение
Видът е разпространен в Мексико и САЩ.